# Josephine Decker
Josephine Decker (geboren 2. April 1981) ist eine US-amerikanische Schauspielerin, Film- und Fernsehregisseurin, Drehbuchautorin und Filmeditorin.

## Leben und Werk
Josephine Decker ist in Texas aufgewachsen und studierte Vergleichende Literaturwissenschaften an der Princeton University. Nach ihrem Abschluss arbeitete sie als Referentin bei ABC News, recherchierte und sammelte Clips und Filmmaterial für die Nachrichtendokumentationen des Senders. Es war der Beginn einer siebenjährigen Karriere im Dokumentar(film)bereich.
Ihren ersten Kurzfilm Naked Princeton, in dem eine Studentin eine geheime nudistische Vereinigung gründet und mit den konservativem Teil der Studierenden konfrontiert ist, drehte sie 2005. Die Produktion Butter on the Latch war 2013 ihr erster Langfilm. Der experimentelle Thriller handelt von zwei Freundinnen, die gemeinsam auf ein Balkan-Folk-Festival in den Wäldern von Mendocino fahren und dort mehr und mehr in die mystische Welt der anderen Festivalbesuchenden eintauchen. Der Film wurde mit einem minimalen Budget gedreht und die Handlung zu großen Teilen improvisiert. Thou Wast Mild and Lovely drehte Decker 2014. Der Film spielt auf einer Farm in Kentucky und stellt die erotische Spannung zwischen der Tochter eines Farmbesitzers und einem Saisonarbeiter, der auf der Farm anheuert, in den Mittelpunkt. Decker war 2014 mit beiden Filmen auf der Berlinale vertreten.
Im Jahr 2015 war sie erneut in Berlin. Dieses Mal war sie als Autorin beim Internationalen Literaturfestival Berlin eingeladen und hat im Rahmen des Specials „Zur Lage des Feminismus“ Thou vast mild and lovely gezeigt.
In Madeline’s Madeline thematisiert Decker die ausbeuterischen Strukturen, die in der Film- und Theaterszene herrschen und mit denen insbesondere Schauspielerinnen und Schauspieler konfrontiert sind. Auf ihrem Set versuchte sie, genau diese Strukturen nicht zu reproduzieren und eine Atmosphäre zu kreieren, in der jede Person sich in den Prozess der Entstehung des Films einbringen und Kritik äußern kann. “She’d put herself in a position where she’d be open to hearing things that probably weren’t necessarily what she wanted to hear – It was extraordinary”, so die Schauspielerin Molly Parker über Decker. Ihr Film Shirley, der auf der Berlinale 2020 in der neu geschaffenen Sektion Encounters gezeigt wird, handelt von der Horrorautorin Shirley Jackson, die gemeinsam mit ihrem Mann, einem Literaturkritiker, ein junges Paar bei sich aufnimmt. Die Handlung beruht auf dem Roman Shirley von Susan Scarf Merrell.

## Filmografie (Auswahl)

### Als Regisseurin
- 2005: Naked Princeton (Kurzfilm)
- 2008: Bi the Way (Dokumentarfilm)
- 2009: Where Are You Going, Elena? (Kurzfilm)
- 2010: Squeezebox (Kurzfilm)
- 2012: Me the Terrible (Kurzfilm)
- 2013: Butter on the Latch
- 2014: Thou Wast Mild and Lovely
- 2016: Collective: Unconscious (Segment First Day Out)
- 2017: Flames (Dokumentarfilm, als Co-Regisseurin)
- 2017: Mosaic
- 2018: Madeline’s Madeline
- 2018: Room 104 (Fernsehserie, Episode 2x07)
- 2018: The Mask Task (Kurzfilm)
- 2020: Shirley
- 2020: Dare Me (Fernsehserie, Episode 1x06)
- 2022: Über mir der Himmel (The Sky Is Everywhere)

### Als Schauspielerin
- 2016: Hank Patterson and the Mystery of the CuttyRainBrownTrout
- 2017: Tormenting the Hen
- 2017: Aquaculture (Kurzfilm)
- 2018: The Man and the Baby and the Man
- 2018: Room 104 (Fernsehserie, Episode 2x07)
- 2019: Once Upon a River